# NGC 493
NGC 493 je galaksija u zviježđu Kit.

## Vanjske poveznice
- SEDS: NGC 493